# Джакомо II Криспо
Джакомо (Джакопо) II Криспо (итал. Giacomo II Crispo; ок 1426 — 1447) — герцог Наксоса с 1433 года. В некоторых источниках годом рождения указан 1426 год. Сын Джованни Криспо, умершего до 26 декабря 1433 года, и Франчески Морозини (ум. после 1455), которая до 1444 года была регентом Наксоса.

## Биография
В 1437 году умер сеньор Андроса Андреа Цено. Джакомо Криспо как родственник и сюзерен вступил в управление его владениями, но венецианцы под угрозой нападения заставили в 1440 году признать правителем своего ставленника — Крузино Соммарипа, сына Марии Санудо — бывшей владелицы острова.
Джакомо Криспо в 1437 году обручился с Петрониллой Цено, дочерью вышеупомянутого Андреа Цено. Однако свадьба не состоялась — Петронилла постриглась в монахини в монастыре Санта Кроче дела Джудесса (Венеция).
Его женой в 1444 году стала Джиневра Гаттилузио (ум. 1489), дочь сеньора Лесбоса Дорино Гаттилузио (1395—1455). По другим данным, он был женат на Катерине Суммарипа (Catterina Summarippa). Дети:
- Елизавета Криспо (р. 1445), жена сеньора острова Аинос Дорино II Гаттилузио.
- Джан Джакомо Криспо (1447—1453), герцог Наксоса. Родился после смерти отца и прожил всего 6 лет.

Когда Джакомо II Криспо умер (в феврале 1447 года), его дяди Гульельмо и Никколо Криспо захватили власть в Наксосе, объявив себя регентами малолетнего Джана Джакомо. При этом вдову покойного герцога они заключили в тюрьму. Никколо Криспо умер в 1450 году, и его сын Франческо сменил отца на посту второго регента.
В 1453 году умер Джан Джакомо Криспо, и Гульельмо Криспо (его двоюродный дед) провозгласил себя новым герцогом.